# Llista d'asteroides/197901-198000
| Nom      | Designació provisional | Data de descobriment   | Lloc de descobriment | Descobridor/s |
| -------- | ---------------------- | ---------------------- | -------------------- | ------------- |
| 197901 - | 2004 RK38              | 7 de setembre de 2004  | Socorro              | LINEAR        |
| 197902 - | 2004 RL38              | 7 de setembre de 2004  | Socorro              | LINEAR        |
| 197903 - | 2004 RL39              | 7 de setembre de 2004  | Kitt Peak            | Spacewatch    |
| 197904 - | 2004 RM39              | 7 de setembre de 2004  | Kitt Peak            | Spacewatch    |
| 197905 - | 2004 RY41              | 7 de setembre de 2004  | Kitt Peak            | Spacewatch    |
| 197906 - | 2004 RB42              | 7 de setembre de 2004  | Kitt Peak            | Spacewatch    |
| 197907 - | 2004 RD42              | 7 de setembre de 2004  | Kitt Peak            | Spacewatch    |
| 197908 - | 2004 RC43              | 8 de setembre de 2004  | Socorro              | LINEAR        |
| 197909 - | 2004 RH43              | 8 de setembre de 2004  | Socorro              | LINEAR        |
| 197910 - | 2004 RG45              | 8 de setembre de 2004  | Socorro              | LINEAR        |
| 197911 - | 2004 RK46              | 8 de setembre de 2004  | Socorro              | LINEAR        |
| 197912 - | 2004 RQ46              | 8 de setembre de 2004  | Socorro              | LINEAR        |
| 197913 - | 2004 RT47              | 8 de setembre de 2004  | Socorro              | LINEAR        |
| 197914 - | 2004 RP48              | 8 de setembre de 2004  | Socorro              | LINEAR        |
| 197915 - | 2004 RK49              | 8 de setembre de 2004  | Socorro              | LINEAR        |
| 197916 - | 2004 RU49              | 8 de setembre de 2004  | Socorro              | LINEAR        |
| 197917 - | 2004 RB51              | 8 de setembre de 2004  | Socorro              | LINEAR        |
| 197918 - | 2004 RO51              | 8 de setembre de 2004  | Socorro              | LINEAR        |
| 197919 - | 2004 RZ51              | 8 de setembre de 2004  | Socorro              | LINEAR        |
| 197920 - | 2004 RL52              | 8 de setembre de 2004  | Socorro              | LINEAR        |
| 197921 - | 2004 RQ53              | 8 de setembre de 2004  | Socorro              | LINEAR        |
| 197922 - | 2004 RA54              | 8 de setembre de 2004  | Socorro              | LINEAR        |
| 197923 - | 2004 RO54              | 8 de setembre de 2004  | Socorro              | LINEAR        |
| 197924 - | 2004 RQ54              | 8 de setembre de 2004  | Socorro              | LINEAR        |
| 197925 - | 2004 RK56              | 8 de setembre de 2004  | Socorro              | LINEAR        |
| 197926 - | 2004 RZ57              | 8 de setembre de 2004  | Socorro              | LINEAR        |
| 197927 - | 2004 RW59              | 8 de setembre de 2004  | Socorro              | LINEAR        |
| 197928 - | 2004 RE60              | 8 de setembre de 2004  | Socorro              | LINEAR        |
| 197929 - | 2004 RN60              | 8 de setembre de 2004  | Socorro              | LINEAR        |
| 197930 - | 2004 RJ61              | 8 de setembre de 2004  | Socorro              | LINEAR        |
| 197931 - | 2004 RQ62              | 8 de setembre de 2004  | Socorro              | LINEAR        |
| 197932 - | 2004 RV64              | 8 de setembre de 2004  | Socorro              | LINEAR        |
| 197933 - | 2004 RV66              | 8 de setembre de 2004  | Socorro              | LINEAR        |
| 197934 - | 2004 RC67              | 8 de setembre de 2004  | Socorro              | LINEAR        |
| 197935 - | 2004 RW67              | 8 de setembre de 2004  | Socorro              | LINEAR        |
| 197936 - | 2004 RK68              | 8 de setembre de 2004  | Socorro              | LINEAR        |
| 197937 - | 2004 RG69              | 8 de setembre de 2004  | Socorro              | LINEAR        |
| 197938 - | 2004 RF70              | 8 de setembre de 2004  | Socorro              | LINEAR        |
| 197939 - | 2004 RR70              | 8 de setembre de 2004  | Socorro              | LINEAR        |
| 197940 - | 2004 RT70              | 8 de setembre de 2004  | Socorro              | LINEAR        |
| 197941 - | 2004 RH71              | 8 de setembre de 2004  | Socorro              | LINEAR        |
| 197942 - | 2004 RD72              | 8 de setembre de 2004  | Socorro              | LINEAR        |
| 197943 - | 2004 RO72              | 8 de setembre de 2004  | Socorro              | LINEAR        |
| 197944 - | 2004 RA74              | 8 de setembre de 2004  | Socorro              | LINEAR        |
| 197945 - | 2004 RE74              | 8 de setembre de 2004  | Socorro              | LINEAR        |
| 197946 - | 2004 RY75              | 8 de setembre de 2004  | Socorro              | LINEAR        |
| 197947 - | 2004 RZ80              | 8 de setembre de 2004  | Socorro              | LINEAR        |
| 197948 - | 2004 RX81              | 8 de setembre de 2004  | Palomar              | NEAT          |
| 197949 - | 2004 RC82              | 9 de setembre de 2004  | Socorro              | LINEAR        |
| 197950 - | 2004 RC83              | 9 de setembre de 2004  | Socorro              | LINEAR        |
| 197951 - | 2004 RR83              | 9 de setembre de 2004  | Kitt Peak            | Spacewatch    |
| 197952 - | 2004 RA84              | 9 de setembre de 2004  | Kleť                 | Kleť          |
| 197953 - | 2004 RN85              | 9 de setembre de 2004  | Hormersdorf          | J. Lorenz     |
| 197954 - | 2004 RF86              | 7 de setembre de 2004  | Socorro              | LINEAR        |
| 197955 - | 2004 RS87              | 7 de setembre de 2004  | Palomar              | NEAT          |
| 197956 - | 2004 RZ89              | 8 de setembre de 2004  | Socorro              | LINEAR        |
| 197957 - | 2004 RV94              | 8 de setembre de 2004  | Socorro              | LINEAR        |
| 197958 - | 2004 RA95              | 8 de setembre de 2004  | Socorro              | LINEAR        |
| 197959 - | 2004 RD97              | 8 de setembre de 2004  | Palomar              | NEAT          |
| 197960 - | 2004 RR97              | 8 de setembre de 2004  | Socorro              | LINEAR        |
| 197961 - | 2004 RB98              | 8 de setembre de 2004  | Socorro              | LINEAR        |
| 197962 - | 2004 RT99              | 8 de setembre de 2004  | Socorro              | LINEAR        |
| 197963 - | 2004 RP102             | 8 de setembre de 2004  | Socorro              | LINEAR        |
| 197964 - | 2004 RF103             | 8 de setembre de 2004  | Palomar              | NEAT          |
| 197965 - | 2004 RR103             | 8 de setembre de 2004  | Palomar              | NEAT          |
| 197966 - | 2004 RX105             | 8 de setembre de 2004  | Palomar              | NEAT          |
| 197967 - | 2004 RV106             | 8 de setembre de 2004  | Campo Imperatore     | CINEOS        |
| 197968 - | 2004 RV108             | 9 de setembre de 2004  | Kitt Peak            | Spacewatch    |
| 197969 - | 2004 RW108             | 9 de setembre de 2004  | Kitt Peak            | Spacewatch    |
| 197970 - | 2004 RZ109             | 11 de setembre de 2004 | Socorro              | LINEAR        |
| 197971 - | 2004 RW110             | 11 de setembre de 2004 | Goodricke-Pigott     | R. A. Tucker  |
| 197972 - | 2004 RZ112             | 6 de setembre de 2004  | Socorro              | LINEAR        |
| 197973 - | 2004 RB132             | 7 de setembre de 2004  | Kitt Peak            | Spacewatch    |
| 197974 - | 2004 RM135             | 7 de setembre de 2004  | Kitt Peak            | Spacewatch    |
| 197975 - | 2004 RY137             | 8 de setembre de 2004  | Socorro              | LINEAR        |
| 197976 - | 2004 RX139             | 8 de setembre de 2004  | Socorro              | LINEAR        |
| 197977 - | 2004 RF141             | 8 de setembre de 2004  | Socorro              | LINEAR        |
| 197978 - | 2004 RU141             | 8 de setembre de 2004  | Socorro              | LINEAR        |
| 197979 - | 2004 RV144             | 9 de setembre de 2004  | Socorro              | LINEAR        |
| 197980 - | 2004 RW144             | 9 de setembre de 2004  | Socorro              | LINEAR        |
| 197981 - | 2004 RG145             | 9 de setembre de 2004  | Socorro              | LINEAR        |
| 197982 - | 2004 RW146             | 9 de setembre de 2004  | Socorro              | LINEAR        |
| 197983 - | 2004 RP147             | 9 de setembre de 2004  | Socorro              | LINEAR        |
| 197984 - | 2004 RW149             | 9 de setembre de 2004  | Socorro              | LINEAR        |
| 197985 - | 2004 RC150             | 9 de setembre de 2004  | Socorro              | LINEAR        |
| 197986 - | 2004 RM151             | 9 de setembre de 2004  | Socorro              | LINEAR        |
| 197987 - | 2004 RT151             | 9 de setembre de 2004  | Socorro              | LINEAR        |
| 197988 - | 2004 RR155             | 10 de setembre de 2004 | Socorro              | LINEAR        |
| 197989 - | 2004 RC156             | 10 de setembre de 2004 | Socorro              | LINEAR        |
| 197990 - | 2004 RT156             | 10 de setembre de 2004 | Socorro              | LINEAR        |
| 197991 - | 2004 RS158             | 10 de setembre de 2004 | Socorro              | LINEAR        |
| 197992 - | 2004 RH159             | 10 de setembre de 2004 | Socorro              | LINEAR        |
| 197993 - | 2004 RQ163             | 9 de setembre de 2004  | Socorro              | LINEAR        |
| 197994 - | 2004 RG165             | 11 de setembre de 2004 | Socorro              | LINEAR        |
| 197995 - | 2004 RD167             | 7 de setembre de 2004  | Socorro              | LINEAR        |
| 197996 - | 2004 RT170             | 8 de setembre de 2004  | Palomar              | NEAT          |
| 197997 - | 2004 RC171             | 9 de setembre de 2004  | Socorro              | LINEAR        |
| 197998 - | 2004 RO171             | 9 de setembre de 2004  | Socorro              | LINEAR        |
| 197999 - | 2004 RP177             | 10 de setembre de 2004 | Socorro              | LINEAR        |
| 198000 - | 2004 RS177             | 10 de setembre de 2004 | Socorro              | LINEAR        |